# Christoffer Nyman
Christoffer Åke Sven "Totte" Nyman est un footballeur international suédois, né le 5 octobre 1992 à Norrköping qui évolue au poste d'attaquant à l'IFK Norrköping.
Il est champion de Suède en 2015 avec l'IFK Norrköping. Il est également le meilleur buteur de l'édition 2020, durant laquelle il aura marqué 18 buts.

## Biographie

### Jeunesse
Christoffer Nyman est né le 5 octobre 1992 à Norrköping en Suède. Il a grandi non loin de l'Östgötaporten le stade de l'IFK Norrköping. Il rejoint son club de cœur alors qu'il n'a que 5 ans et était ramasseur de balles durant des matchs de son club, l'IFK Norrköping. Parfois il allait aussi en tribune pour soutenir son équipe.

### Premier passage à l'IFK Norrköping (2010-2016)

#### Début à l'IFK Norrköping
Christoffer Nyman fait ses débuts en professionnels lors de la saison 2010 de la Superettan la deuxième division suédoise. Il fait ses débuts lors d'une opposition à domicile contre l'AFC Eskilstuna. Lors de ce match il rentre en jeu à la 45e minute de jeu et participe à la victoire de son équipe en marquant son premier but à la 69e minute. En totalisant 3 buts en 3 matchs il participe à la montée en Allsvenskan de son club. Il permet à son club de se maintenir en terminant à la 13e place.
Il fait ses débuts en Allsvenskan lors de la saison 2011. Il dispute son premier match lors d'une rencontre à domicile contre le Kalmar FF en rentrant en jeu à la 54e minute en remplacement de Shpëtim Hasani et ne peut empêcher la défaite 1-2 de son équipe. Au total, Christoffer Nyman disputera 11 matchs de championnat avec son club.
Il est également prêté avec l'IF Sylvia, club de Division 1, la troisième division suédoise. Il disputera 4 matchs de championnat avec ce club et marquera 1 but. Le 16 avril 2012 lors du quatrième match de l'occasion, il marque son premier but en Allsvenskan. Ce but permet à son équipe d'égaliser 1 partout lors d'une rencontre contre le GIF Sundsvall.

#### Montée en puissance à l'IFK Norrköping
Christoffer Nyman commence la saison 2012 en tant que remplaçant et rentre enjeu durant les cinq premiers matchs de la saison. À l'issue de la saison, il aura disputé 34 matchs toutes compétitions confondues et marqué 11 buts. Il permet à l'IFK Norrköping de terminer à la 5e place du championnat. Il n'aura manqué qu'un seul match de championnat durant la saison, mais ne sera titulaire qu'à 16 reprises.
La saison 2013 est plus compliqué pour Christoffer Nyman et l'IFK Norrköping. Il ne marque que 6 buts toutes compétitions confondues pour 32 matchs joués tandis que son club termine à la 9e place. La saison 2014 est similaire et il marque 5 buts en 31 matchs. Il termine avec son équipe à la 12e place du championnat.
Lors de la saison 2015, Christoffer Nyman et son équipe réalise une année exceptionnelle. Il dispute 29 matchs de championnat et marque 10 buts battant ainsi son meilleur total. Il permet aussi à son équipe de gagner le titre de champion de Suède. C'est le treizième titre de l'histoire de son club et le premier depuis 26 ans. Christoffer Nyman aurait pu partir lors de l'été 2015 vers le club néerlandais du FC Groningue ou encore vers le club turc d'Osmanlıspor cependant il a préféré rester à Norrköping pour gagner ce titre. Le 8 novembre 2015, il permet à son club de gagner un nouveau titre en remportant la Supercoupe de Suède. Il aura marqué un but durant le match.
La saison 2016 sera tout aussi bonne. Il dispute les dix-huit premiers matchs de championnat et marque 9 buts permettant à son équipe d'être classé 2e du championnat. Il découvre aussi la scène européenne à travers des tours qualificatifs de la Ligue des champions de l'édition 2016-2017. Lors de cette qualification, ils rencontrent pour leur premier tour les norvégiens du Rosenborg BK. Lors du match aller en Norvège son équipe perd 3-1. Pour le match retour son équipe gagne le match 3-2 avec notamment un but de sa part et se retrouve donc éliminé de la compétition.

### Départ en Allemagne à l'Eintracht Brunswick (2016-2018)
Le 23 août 2016, Christoffer Nyman signe à l'Eintracht Brunswick en Allemagne. Le club dispute le championnat de 2. Bundesliga la deuxième divisison allemande pour la saison 2016-2017. Il signe un contrat de trois ans dans son nouveau club et portera le numéro 15. Il fait ses débuts avec son nouveau club dès le 28 août 2016, lors d'une opposition à domicile contre le 1. FC Nuremberg. Durant ce match il rentre en jeu à la 68e minute à la place de Julius Biada et marque son premier but dès la 89e minute et permet la victoire 6-1 de son équipe.
Pour sa première saison en Allemagne, il dispute 31 matchs et marque 11 buts pour son équipe lui permettant de finir à la 3e place du championnat et de se qualifier pour un barrage de promotion/relégation contre le 16e de 1. Bundesliga. Lors de la confrontation aller/retour contre le VfL Wolfsburg, il reste muet et son équipe s'incline 2-0 sur l'ensemble des deux rencontres et reste en 2. Bundesliga.
La saison 2017-2018 est très compliqué pour l'Eintracht Brunswick et pour Christoffer Nyman. Durant cette saison, il ne dispute que 18 matchs de championnat et marque 5 buts. Il ne peut empêcher la relégation de son équipe en 3. Liga après avoir fini à la 17e place.
Lors de la saison 2018-2019, il dispute avec son club la 3. Liga. Il ne dispute que 6 matchs et marque 1 but lors de la première partie de saison.

### Retour en Suède et à l'IFK Norrköping (depuis 2019)
Christoffer Nyman signe pour l'IFK Norrköping le 8 janvier 2019 un contrat de quatre ans et reçoit le numéro 5. Il fait son retour en Suède et à Norrköping seulement deux ans et demi après son départ. Il fait son retour sur le terrain dès le premier match de la saison qui se déroule à l'extérieur. Il rentre en jeu à la 63e minute du match contre Helsingborgs IF et ne peut empêcher son équipe de perdre 1-3.
Pour la saison 2019, il marque 10 buts en 29 matchs permettant à son équipe de terminer à la 5e place. Il participe aussi à la campagne 2019-2020 de son club en Ligue Europa. Il participe à 6 matchs et permet à son équipe d’accéder au troisième tour de qualification avant de se faire éliminer par les israëliens de l'Hapoël Beer-Sheva.
La saison 2020 est très réussi d'un point de vue personnel pour Christoffer Nyman car est le meilleur buteur du championnat avec 18 buts en 28 matchs. Il bat ainsi son record personnel de but sur une saison. Cependant, l'IFK Norrköping ne termine qu'à la 6e place.

### Carrière internationale
Christoffer Nyman est sélectionné en équipe de Suède pour la première fois de sa carrière à l'occasion de la King's Cup. Lors de cette compétition, il obtient sa première sélection lors d'une confrontation contre la Finlande qui a lieu le 16 janvier 2013 alors qu'il a 20 ans. Lors de ce match, il rentre en jeu à la 79e minute et participe à la victoire 3-0 de son équipe. Cette victoire permet à son équipe de gagner la compétition.
Juste après cette compétition, il part pour disputer les qualifications pour l'Euro espoirs 2013 avec l'équipe Suède espoirs cependant il ne rentre pas en jeu durant ce rassemblement qui voit l'élimination de son pays contre l'Italie. Il connaîtra sa première sélection en espoirs le 5 mars 2013 lors d'un match amical contre l'Angleterre.
Il participe ensuite avec l'équipe Suède espoirs aux éliminatoires de l'Euro espoirs 2015. Durant ces éliminatoires il va participer à trois matchs et marquer un but contre l'équipe de Malte espoirs. Il ne participe pas à la qualification contre la France espoirs ni à l'Euro espoirs 2015 gagné par la Suède espoirs.
Christoffer Nyman fait son retour avec l'équipe de Suède lors d'un match amical contre l'Islande, disputé le 21 janvier 2014. Après ce match il est absent de la sélection pendant deux ans.
Il fait de nouveau son retour lors d'un match amical contre l'Estonie, le 6 janvier 2016. Il dispute un autre match amical quatre jours après contre la Finlande.
Christoffer Nyman participe avec la Suède aux éliminatoires de la Coupe du monde 2018. Durant ces éliminatoires il participe à six rencontres et à la qualification de son équipe pour la Coupe du monde de football 2018. Il inscrit son premier but en sélection lors d'un match contre la Biélorussie, le 3 septembre 2017.

## Statistiques
| Saison                | Club                  | Championnat           | Championnat | Championnat | Championnat | Coupe(s) nationale(s) | Coupe(s) nationale(s) | Coupe(s) nationale(s) | Supercoupe | Supercoupe | Supercoupe | Compétition(s) continentale(s) | Compétition(s) continentale(s) | Compétition(s) continentale(s) | Compétition(s) continentale(s) | Total | Total | Total |
| Saison                | Club                  | Division              | M.          | B.          | P.d.        | M.                    | B.                    | P.d.                  | M.         | B.         | P.d.       | Comp.                          | M.                             | B.                             | P.d.                           | M.    | B.    | P.d.  |
| 2010                  | IFK Norrköping        | Superettan            | 3           | 3           | 0           | -                     | -                     | -                     | -          | -          | -          | -                              | -                              | -                              | -                              | 3     | 3     | 0     |
| 2011                  | IFK Norrköping        | Allsvenskan           | 11          | 0           | 0           | -                     | -                     | -                     | -          | -          | -          | -                              | -                              | -                              | -                              | 11    | 0     | 0     |
| 2011                  | IF Sylvia             | Division 1            | 4           | 1           | 0           | -                     | -                     | -                     | -          | -          | -          | -                              | -                              | -                              | -                              | 4     | 1     | 0     |
| Sous-total            | Sous-total            | Sous-total            | 18          | 4           | 0           | -                     | -                     | -                     | -          | -          | -          | -                              | -                              | -                              | -                              | 18    | 4     | 0     |
| 2012                  | IFK Norrköping        | Allsvenskan           | 29          | 8           | 4           | 5                     | 3                     | 0                     | -          | -          | -          | -                              | -                              | -                              | -                              | 34    | 11    | 4     |
| 2013                  | IFK Norrköping        | Allsvenskan           | 28          | 4           | 4           | 4                     | 2                     | 0                     | -          | -          | -          | -                              | -                              | -                              | -                              | 32    | 6     | 4     |
| 2014                  | IFK Norrköping        | Allsvenskan           | 30          | 4           | 1           | 1                     | 1                     | 0                     | -          | -          | -          | -                              | -                              | -                              | -                              | 31    | 5     | 1     |
| 2015                  | IFK Norrköping        | Allsvenskan           | 29          | 10          | 4           | 1                     | 1                     | 0                     | 1          | 1          | 0          | -                              | -                              | -                              | -                              | 31    | 12    | 4     |
| 2016                  | IFK Norrköping        | Allsvenskan           | 19          | 9           | 6           | 5                     | 2                     | 1                     | -          | -          | -          | C1                             | 2                              | 1                              | 0                              | 26    | 12    | 7     |
| Sous-total            | Sous-total            | Sous-total            | 135         | 35          | 19          | 16                    | 9                     | 1                     | 1          | 1          | 0          | -                              | 2                              | 1                              | 0                              | 154   | 46    | 20    |
| 2016-2017             | Eintracht Brunswick   | 2. Bundesliga         | 31+2        | 11          | 2           | -                     | -                     | -                     | -          | -          | -          | -                              | -                              | -                              | -                              | 33    | 11    | 2     |
| 2017-2018             | Eintracht Brunswick   | 2. Bundesliga         | 18          | 5           | 2           | 1                     | 1                     | 0                     | -          | -          | -          | -                              | -                              | -                              | -                              | 19    | 6     | 2     |
| 2018-2019             | Eintracht Brunswick   | 3. Liga               | 6           | 1           | 0           | -                     | -                     | -                     | -          | -          | -          | -                              | -                              | -                              | -                              | 6     | 1     | 0     |
| Sous-total            | Sous-total            | Sous-total            | 57          | 17          | 4           | 1                     | 1                     | 0                     | -          | -          | -          | -                              | -                              | -                              | -                              | 58    | 18    | 4     |
| 2019                  | IFK Norrköping        | Allsvenskan           | 29          | 10          | 3           | -                     | -                     | -                     | -          | -          | -          | C3                             | 6                              | 1                              | 0                              | 35    | 11    | 3     |
| 2020                  | IFK Norrköping        | Allsvenskan           | 28          | 18          | 2           | 2                     | 0                     | 0                     | -          | -          | -          | -                              | -                              | -                              | -                              | 30    | 18    | 2     |
| Sous-total            | Sous-total            | Sous-total            | 57          | 28          | 5           | 2                     | 0                     | 0                     | -          | -          | -          | -                              | 6                              | 1                              | 0                              | 65    | 29    | 5     |
| Total sur la carrière | Total sur la carrière | Total sur la carrière | 215         | 28          | 28          | 19                    | 10                    | 1                     | 1          | 1          | 0          | -                              | 8                              | 1                              | 0                              | 243   | 40    | 29    |

## Palmarès

### Palmarès en club
| IFK Norrköping - Championnat de Suède (1) : - Champion : 2015. - Supercoupe de Suède (1) : - Champion : 2015. |

### Palmarès personnel
| IFK Norrköping - Championnat de Suède (1) : - Meilleur buteur : 2020 avec 18 réalisations. |